# P. D. James
P. D. James, all'anagrafe Phyllis Dorothy James (Oxford, 3 agosto 1920 – Oxford, 27 novembre 2014), è stata una scrittrice, funzionaria e politica britannica; era membro permanente della camera dei lord.

## Biografia
Nata ad Oxford da un esattore delle tasse e da un'insegnante, frequentò la Cambridge County High School for Girls. Come si apprende dalla sua autobiografia, abbandonò la scuola a sedici anni, per mancanza di denaro in famiglia e per lo scarso interesse del padre a farla studiare, e cominciò a lavorare all'ufficio imposte di Ely, dopo di che divenne anche assistente teatrale. Durante la seconda guerra mondiale lavorò alle dipendenze del Ministero dell'Alimentazione. Dal 1949 al 1968 fu alle dipendenze del National Health Service come amministratrice. Nel 1968 entrò al Ministero degli Interni come dirigente, prima al Servizio di Medicina legale del Dipartimento di Polizia e poi presso il Dipartimento di Polizia Criminale. Andò in pensione nel 1979.
Nel 1941 sposò Ernest Connor Bantry White, un medico militare, da cui ebbe due figlie, Claire e Jane, che le diedero cinque nipoti. Dopo la seconda guerra mondiale il marito soffrì di disturbi psichici, che lo portarono al ricovero psichiatrico. La James si occupò allora da sola del mantenimento delle figlie. Rimase vedova nel 1964.
P.D. James fu Fellow della Royal Society of Literature e della Royal Society of Arts. Dal 1988 al 1993 fu commissaria della British Broadcasting Corporation (BBC) e, nello stesso periodo, membro del Board del British Council. Nel 1997 fu eletta presidente della Society of Authors, fino al 2013. Fu anche magistrato nel Middlesex e a Londra.
Nel 1983 ricevette l'onorificenza di Officer of the Order of the British Empire (Ordine dell'impero Britannico) e nel 1991 fu nominata Pari a vita; pertanto è stata membro permanente della Camera dei Lord, con orientamento conservatore.
Iniziò a scrivere a metà degli anni cinquanta. Il suo primo romanzo, Copritele il volto, con protagonista Adam Dalgliesh, venne pubblicato nel 1962. Molti dei libri della James si svolgono in ambienti di ambito burocratico, ben conosciuti dalla James già dai primi anni quaranta. Al di fuori della serie dell'ispettore Dalgliesh, con Morte a Pemberley (Death Comes to Pemberley) ha dato alle stampe un sequel di Orgoglio e pregiudizio di Jane Austen. Era di religione anglicana.

## Premi letterari
- Nel 1971 vince il premio Silver Dagger Award con il romanzo Shroud for A Nightingale[6] (poi finalista nel 1972 all'Edgar Award per il miglior romanzo[7].)
- Nel 1975 vince il premio Silver Dagger Award con il romanzo The Black Tower[6] per il quale si era ispirata alla Torre Clavell di Kimmeridge
- Nel 1986 vince il premio Silver Dagger Award con il romanzo A Taste for Death[8]
- Nel 1987 vince il Premio Macavity con il romanzo A Taste for Death[9]
- Nel 1987 vince il premio Cartier Diamond Dagger[10]
- Nel 1988 vince (ex aequo) il Grand prix de littérature policière con Un certain goût pour la mort, traduzione francese di A Taste for Death[11].
- Nel 2010 vince il Premio Macavity[12] e l'Anthony Award[13] per il miglior saggio con Talking About Detective Fiction.

## Opere

### Serie dell'Ispettore Adam Dalgliesh
1. 1962 - Copritele il volto (Cover Her Face), Milano, Rusconi, 1980; in Tre casi per Dalgliesh, Milano, Arnoldo Mondadori Editore, 1991
2. 1963 - Una mente per uccidere (A Mind to Murder), Milano, Rusconi, 1980; in Tre casi per Dalgliesh, Milano, Arnoldo Mondadori Editore, 1991
3. 1967 - Per cause innaturali (Unnatural Causes), Milano, Rusconi, 1980; Milano, Mondadori, 1992, ISBN 978-88-04-36445-0
4. 1971 - Scuola per infermiere (Shroud for a Nightingale), trad. Giovanni Piccioni, Milano, Rusconi, 1987-1994, ISBN 978-88-18-70010-7; Milano, Mondadori, 2001, ISBN 978-88-04-49100-2
5. 1975 - La torre nera (The Black Tower), trad. Anna Solinas, Milano, Rusconi, 1981; Milano, BUR, 1987; Milano, Mondadori, 1992, ISBN 978-88-04-35870-1
6. 1977 - Morte di un medico legale (Death of an Expert Witness), trad. Anna Solinas, Milano, Rusconi, 1984, ISBN 978-88-18-06909-9; Milano, Mondadori, 2004, ISBN 978-88-04-52945-3
7. 1986 - Un gusto per la morte (A Taste for Death), trad. Ettore Capriolo, Milano, Arnoldo Mondadori Editore, 1987; in Tre casi per Dalgliesh, Mondadori, 1991; Collana Oscar, Mondadori, 1994, ISBN 978-88-04-39037-4
8. 1989 - Una notte di luna per l'ispettore Dalgliesh (Devices and Desires), Milano, Mondadori, 1990
9. 1994 - Morte sul fiume (Original Sin), Milano, Mondadori, 1995
10. 1997 - Una certa giustizia (A Certain Justice), Milano, Mondadori, 1998
11. 2001 - Morte in seminario (Death in Holy Orders), Milano, Mondadori, 2001
12. 2003 - La stanza dei delitti (The Murder Room), Milano, Mondadori, 2003
13. 2005 - Brividi di morte per l'ispettore Dalgliesh (The Lighthouse), trad. Grazia Maria Griffini, Milano, Mondadori, 2006, ISBN 978-88-04-55096-9
14. 2008 - La paziente privata (The Private Patient), trad. Grazia Maria Griffini, Milano, Mondadori, 2009, ISBN 978-88-04-58478-0

### Serie di Cordelia Gray
1. 1972 - Un lavoro inadatto a una donna (An Unsuitable Job for a Woman), finalista Edgar Award 1974, trad. Ettore Capriolo, Collana Omnibus, Milano, Mondadori, 1988, ISBN 978-88-043-1408-0.
2. 1982 - Un indizio per Cordelia Gray (The Skull Beneath the Skin), trad. Riccardo Mainardi, Collana Omnibus stranieri, Milano, Mondadori, 1991, ISBN 978-88-043-3083-7; Il Giallo Mondadori n. 2582, 1998.

### Altri romanzi
- 1980 - Sangue innocente (Innocent Blood), trad. Bruno Oddera, Collana Omnibus, Milano, Mondadori, ISBN 88-04-35528-X; Il Giallo Mondadori n.2531, 1997.
- 1992 - I figli degli uomini (The Children of Men), trad. Annamaria Biavasco e Valentina Guani, Collana Omnibus, Milano, Mondadori, 1993, ISBN 88-04-36803-9.
- 2013 - Morte a Pemberley (Death Comes to Pemberley), trad. Grazia Maria Griffini, Collana Omnibus, Milano, Mondadori, 2013, ISBN 978-88-046-2328-1.

### Racconti
- 1970 - Murder, 1986
- 1998 - The Mistletoe Murder

### Saggistica
- 1971 - The Maul and the Pear Tree: The Ratcliffe Highway Murders, scritto con T. A. Critchley.
- 1999 - Il tempo dell'onestà (Time to Be in Earnest: A Fragment of Autobiography), trad. Annamaria Raffo, Collana Omnibus, Milano, Mondadori, 2001, ISBN 88-04-47813-6.
- 2009 - A proposito del giallo. Autori, personaggi, modelli (Talking About Detective Fiction), trad. A. Sora, Collana Piccola Biblioteca Oscar, Milano, Mondadori, 2013, ISBN 978-88-046-3022-7.